# Piatra Bulzului
Piatra Bulzului (monument al naturii) este o arie protejată de interes național ce corespunde categoriei a III-a IUCN (rezervație naturală de tip geologic), situată în nord-vestul Transilvaniei, pe teritoriul județului Bihor.

## Localizare
Aria naturală se află în extremitatea sud-estică a județului Bihor (în ramura nordică a Munților Bihorului - grupă montană a Apusenilor ce aparține lanțului carpatic al Occidentalilor), pe teritoriul administrativ al comunei Pietroasa, în imediata apropiere a drumului județean DJ763 care leagă satul Pietroasa de Chișcău.

## Descriere
Rezervația naturală cu o suprafață de 1,40 hectare a fost declarată arie protejată prin Legea Nr.5 din 6 martie 2000 (privind aprobarea Planului de amenajare a teritoriului național - Secțiunea a III-a - zone protejate, publicată în Monitorul Oficial al României, Nr.152 din 12 aprilie 2000) și se suprapune ariei de protecție specială avifaunistică - Munții Apuseni - Vlădeasa.
Aria protejată se află pe malul drept al râului Crișului Pietros și reprezintă o zonă cu abrupturi calcaroase cu aspect antropomorfic ce adăpostește câteva exemplare de arbore de tisă (Taxus baccata), specie ocrotită prin lege și declarată monument al naturii.

## Obiective turistice aflate în vecinătate
- Biserica de lemn „Pogorârea Sf. Gheorghe” din Cociuba Mică, lăcaș de cult (ridicat în secolul al XVIII-lea) aflat pe lista monumentelor istorice sub codul LMI BH-II-m-B-01136.
- Biserica de lemn „Sf.Dimitrie” din Fânațe, construcție 1796, monument istoric (cod LMI BH-II-m-A-01145).
- Barajul Leșu și zona turistică Padiș.
- Rezervațiile naturale: Avenul Borțigului, Complexul Carstic din Valea Ponorului, Fâneața Izvoarelor Crișul Pietros, Groapa Ruginoasa - Valea Seacă, Molhașurile din Valea Izbucelor, Groapa de la Bârsa, Pietrele Galbenei, Pietrele Boghii, Poiana Florilor, Platoul Carstic Padiș, Platoul Carstic Lumea Pierdută, Peștera lui Micula, Peștera Urșilor, Săritoarea Bohodeiului, Valea Galbenei și Vârful Biserica Moțului.